# Sammy Arnold
Pour les articles homonymes, voir Arnold.
Pas d'image ? Cliquez ici

a Compétitions nationales et continentales officielles uniquement.

b Matchs officiels uniquement.
Dernière mise à jour le 13 décembre 2024.
Sammy Arnold, né le 8 avril 1996 à Redhill (Angleterre), est un joueur international irlandais de rugby à XV jouant au poste de centre aux Newcastle Falcons.

## Biographie

### Carrière en club
Sammy Arnold fait ses débuts professionnels avec l'Ulster contre les Newport Gwent Dragons à Rodney Parade en mars 2015 à l'âge de 18 ans. À la fin de cette saison, il remporte le Club's Academy Player of the Year award. Il fait ensuite ses débuts en Coupe d'Europe en 2016-2017 contre l'US Oyonnax, mais se blesse au bout de 23 minutes. Il quitte le club à la fin de cette saison.
Il s'engage avec le Munster à partir de la saison 2016-2017,. Quelques semaines après avoir rejoint le Munster, Arnold se blesse aux ligaments du genou, ce qui le prive de la première partie de cette saison. Le 26 novembre 2016, il fait ses débuts en compétition avec sa nouvelle équipe, en débutant un match de Pro12 contre le Benetton Trévise à Thomond Park. Au mois de mars 2017, il marque un essai en demi-finale de la British and Irish Cup avec le Munster A (équipe réserve du Munster) dans une victoire 25 à 9 contre les Ealing Trailfinders. Il est ensuite titulaire lors de la finale gagnée 29 à 28 contre les Jersey Reds.
Il marque son premier essai avec le Munster en 2017-2018 dans une victoire en Pro14 contre les Dragons. En février 2018, il prolonge son contrat de deux ans avec le Munster. Au mois d'avril de la même année, il est élu Munster Rugby Young Player of the Year.
En 2020, Sammy Arnold rejoint le Connacht pour deux ans. Il joue son premier match avec la province face à son ancienne équipe, le Munster.
Deux ans plus tard, il rejoint le CA Brive en Top 14 où il est recruté par l'entraîneur irlandais Jeremy Davidson. À 25 ans, il s'engage pour trois ans en France à partir de la saison 2022-2023.
En 2024, il quitte le CA Brive et va en Angleterre pour la saison 2024-2025. Il signe un contrat de deux ans avec les Newcastle Falcons évoluant en Premiership.

### Carrière internationale
Après avoir joué pour l'équipe d'Irlande des moins de 18 ans en 2013, Sammy Arnold reçoit sa première sélection avec l'équipe d'Irlande des moins de 20 ans en 2015 pour le Tournoi des Six Nations.
En octobre 2018, il est appelé pour la première fois en équipe d'Irlande. Il est sélectionné par Joe Schmidt parmi 42 joueurs pour la tournée d'automne. Il fait ses débuts en sélection durant cette tournée contre les États-Unis entrant en jeu à la place de Will Addison à la mi-temps.